# 大崎正二
大崎 正二（おおさき しょうじ、1913年1月18日 - 2003年）は、日本の著述家、翻訳家。

## 略歴
旧制福岡県嘉穂中学校卒。1935年に東京外国語学校仏語科卒業、大倉商事に入社。1937年から1944年までパリ支店勤務、次いでベルリン支店に移り、敗戦直前にシベリア経由で帰国。戦後、ロンドン支店長、パリ支店長を経て退職。その間、東京外国語大学講師。フランス文学の翻訳を行った。

## 著書
- 『パリ、戦時下の風景』（西田書店） 1993
- 『遥かなる人間風景』（弘隆社） 2002

## 翻訳
- 『運命の女』（モーパッサン、大地書房） 1948
- 『赤と黒』（スタンダール、山根書店） 1950
- 『思想は世界を結ぶ クーデンホーフ・カレルギ自叙伝』（実業之日本社） 1953 - 1954
- 『スエズ運河物語』（ビノー、実業之日本社） 1957
- 『フランス革命物語』（ユイスマン、実業之日本社） 1957
- 『キュリー夫人伝』（エーヴ・キュリー、実業之日本社） 1958